# Godomey
Godomey ist eine Stadt und ein Arrondissement im Departement Atlantique im Süden von Benin. Es ist eine administrative Abteilung unter der Zuständigkeit der Gemeinde Abomey-Calavi und liegt nahe der Stadt Cotonou. Laut der Volkszählung des Nationalen Instituts für Statistik Benin vom 11. März 2013 hatte das Arrondissement eine Gesamtbevölkerung von 253.262 Einwohnern.
Godomey hat einen Bahnhof an der Bahnstrecke Cotonou–Parakou, die allerdings seit 2019 ohne Verkehr ist.

## Persönlichkeiten
- Isabelle Yacoubou (* 1986), Basketballspielerin